# Elecciones a la Asamblea Constituyente de Túnez de 2011
Las elecciones para una Asamblea Constituyente se llevaron a cabo en Túnez el 23 de octubre de 2011 tras haber sido anunciadas el 3 de marzo de ese mismo año. Fueron unos comicios históricos para el mundo árabe, al ser las primeras elecciones libres y democráticas celebradas en el país desde su independencia en 1956, así como las primeras elecciones en Oriente Medio desde el inicio de la primavera Árabe. Fueron convocadas con el fin de redactar una nueva constitución tras el derrocamiento, por medio de una rebelión popular y política, del régimen dictatorial de Zine El Abidine Ben Ali, e iniciar una transición democrática. La constitución no sería sancionada hasta 2014.
La campaña electoral se inició el 1 de octubre y se cerró el 21 de octubre. Los resultados fueron anunciados tras el final del recuento el 25 de octubre de 2011. El resultado final fue una Asamblea bastante fracturada, con el partido islamista moderado Ennahda obteniendo mayoría simple con 89 de los 217 escaños, estando a 20 de la mayoría absoluta. Sin embargo, obtuvo una notoria victoria por voto popular. El partido centrista Congreso para la República, de Moncef Marzouki, obtuvo 29 escaños, formando un gobierno de coalición de 118 escaños.

## Antecedentes

### Derrocamiento de Ben Ali
El 17 de diciembre de 2010, en protesta por la confiscación del puesto de frutas con el que se ganaba la vida, Mohamed Bouazizi, de veintiséis años, se quemó a lo bonzo en medio del tráfico en su ciudad natal, Sidi Bouzid, en el centro de Túnez. La autoinmolación de Bouazizi y su posterior muerte el 4 de enero de 2011, desataron protestas multitudinarias en todo el país. Inicialmente, los manifestantes no solo respondían a la acción de Bouazizi, sino que también reclamaban mejores condiciones laborales y soluciones contra la corrupción y la crisis económica que afectaba al país desde 2009. Sin embargo, con el pasar de los días el reclamo laboral se convirtió en un reclamo político, y los manifestantes empezaron a exigir la renuncia de Ben Ali, la dimisión del parlamento, la disolución del partido gobernante (Agrupación Constitucional Democrática o RCD), y el llamado a elecciones libres. Luego de que la situación se volviera incontrolable y que la represión de las protestas provocara denuncias masivas ante la comunidad internacional, Ben Ali huyó del país el 14 de enero de 2011, dejando provisionalmente a cargo del gobierno a su Primer ministro, Mohamed Ghannouchi. Sin embargo, tanto Ben Ali como Ghannouchi fueron destituidos por el Tribunal Constitucional el 15 de enero, bajo el alegato de que Ben Ali había dejado inrreversiblemente vacante el cargo presidencial. El Presidente de la Cámara de Diputados, Fouad Mebazaa, asumió entonces la presidencia interina.

### Interinato de Mebazaa
Al momento de asumir Mebazaa, bajo la constitución de 1959 tenía un período de sesenta días para que se celebraran nuevas elecciones presidenciales. Sin embargo, a los pocos días de asumir, Mebazaa declaró la Ley Marcial, lo que le permitió actuar por encima del parlamento dominado por la RCD y desmantelar institucionalmente el régimen. Utilizando poderes ejecutivos y legislativos al mismo tiempo, Mebazaa procedió a ratificar por decreto los principales tratados de derechos humanos. Posteriormente, legalizó todos los partidos políticos de la oposición, incluyendo el movimiento islamista Ennahda. El 27 de febrero, Ghannouchi fue reemplazado por Béji Caïd Essebsi como Primer ministro. El 9 de marzo, el Tribunal disolvió la RCD, transfiriendo sus activos al estado. La mayoría de los antiguos funcionarios del régimen tuvieron prohibido participar en los comicios. Tras las negociaciones con la oposición, Mebazaa y Essebis anunciaron la convocatoria a elecciones para una Asamblea Nacional Constituyente que democratizara el país y "rompiera definitivamente con el pasado". El período de campaña comenzó el 1 de octubre.

## Preparación de los comicios

### Sistema electoral
El sistema electoral que se utilizaría en las elecciones constituyentes era el del escrutinio proporcional plurinominal con listas cerradas con umbrales establecidos por el cociente de votos dividido por cada escaño. Todas las listas de los partidos debían alternar entre candidatos masculinos y femeninos.

### Distritos nacionales
Cada gobernación de Túnez tenía un número determinado de escaños basados en la población (Túnez, Sfax y Nabeul, las tres mayores gobernaciones por población, se dividieron en dos distritos electorales cada uno). Los distritos de Túnez tenían un tamaño de cuatro a diez escaños. Cada diputado representaba aproximadamente 60.000 habitantes, en un país de 10.5 millones.

### Distritos internacionales
Dieciocho de los 217 miembros de la Asamblea Constituyente representaban a los tunecinos en el extranjero. Casi un millón de tunecinos viven en el extranjero, con hasta 500.000 tunecinos en Francia. Las elecciones para los tunecinos en el extranjero tuvieron lugar en ochenta países de todo el mundo. La antigua potencia colonial de Túnez, Francia, contaba con diez escaños, Italia tres, Alemania uno y Europa y América del Norte dos. Los demás países árabes tenían los dos escaños restantes.
Alrededor de 60.000 tunecinos que vivían en Alemania estaban registrados para votar. En Canadá eran cerca de 16.000, y la votación tuvo lugar en la embajada tunecina en Ottawa y el consulado de Montreal.
En los Estados Unidos, donde viven unos 14.500 ciudadanos tunecinos, se realizaron votaciones en la embajada en Washington D. C., y en los consulados en Nueva York, Miami, Houston, San Francisco y Los Ángeles. En el Reino Unido, había 4.700 votantes registrados y las elecciones tuvieron lugar en Birmingham, Edimburgo, Londres y Mánchester.

## Campaña y problemas

### Islamismo y secularismo
El principal tema de discusión de la campaña fue el papel del Islam en la vida pública de un Túnez democrático. La represión a los islamistas en Túnez se remontaba al régimen de Habib Burguiba. Después de la caída del gobierno de Ben Ali, la prohibición del hijab en las instituciones públicas fue levantada. Aunque Ennahda aseguró que su intención era establecer una democracia islámica similar a la democracia cristiana occidental, que garantizara las libertades civiles y la igualdad, los principales dirigentes secularistas aseguraron que el partido instauraría un régimen islamista similar al de Irán si ganaba las elecciones. Las protestas y manifestaciones violentas por la difusión de la película Persépolis, que retrataba a Alá, algo considerado blasfemo por el islam, alarmaron a los secularistas. Ennahda condenó las protestas, pero también afirmó que la película "había tocado algo que para los tunecinos musulmanes es sagrado".
Otro tema a discutir era la forma de gobierno que adoptaría el país bajo la nueva constitución. Ennahda proponía un sistema parlamentario con un Primer ministro con amplios poderes ejecutivos y un presidente ceremonial como jefe de Estado, emulando los sistemas del Reino Unido y Alemania. Otros partidos, como el Congreso para la República y el Partido Democrático Progresista (PDP), proponían un sistema semipresidencial similar al de Francia, con un Presidente elegido por sufragio con algunos poderes ejecutivos, y un Jefe de Gobierno elegido por el presidente y ratificado por el parlamento. Tras los comicios, fue esta en última instancia la opción aprobada.

### Financiación de campaña
Otra cuestión importante era el papel de las finanzas de la campaña. El PDP alegó que Ennahda dirigió su campaña de manera injusta porque, según ellos, Ennahda recibió dinero de multimillonarios del Golfo. Sin embargo, Ennahda negó las demandas y afirmó que simplemente utilizaron su dinero de manera eficiente y recaudaron fondos más eficazmente debido a tener un mayor apoyo. Señalaron que sus políticas moderadas habían alienado a muchas personas en el Golfo, que creían en ideas salafistas y wahabita radicales, en contra de ellos. Otros alegaron que el PDP pro-empresarial y la más pequeña Unión Patriótica Libre (fundada por un empresario libio nacido en Túnez) habían recibido fondos injustos, ya que contaban con el apoyo de la rica comunidad empresarial nativa.

## Resultados

### Resultados nacionales
| Partido         | Partido                                                       | Votos     | %      | Diputados |
| --------------- | ------------------------------------------------------------- | --------- | ------ | --------- |
|                 | Partido del Renacimiento (Ennahda)                            | 1 501 320 | 37,04  | 89        |
|                 | Congreso para la República                                    | 353 041   | 8,71   | 29        |
|                 | Petición Popular por la Libertad, la Justicia y el Desarrollo | 273 362   | 6,74   | 26        |
|                 | Ettakatol                                                     | 284 989   | 7,03   | 20        |
|                 | Partido Demócrata Progresista                                 | 159 826   | 3,94   | 16        |
|                 | La Iniciativa                                                 | 129 120   | 3,19   | 5         |
|                 | Polo Democrático Modernista                                   | 113 005   | 2,79   | 5         |
|                 | Afek Tounes                                                   | 76 488    | 1,89   | 4         |
|                 | Partido Comunista de los Obreros Tunecinos                    | 63 652    | 1,57   | 3         |
|                 | Movimiento Popular                                            | 30 500    | 0,75   | 2         |
|                 | Movimiento de los Demócratas Socialistas                      | 22 830    | 0,56   | 2         |
|                 | Unión Patriótica Libre                                        | 51 665    | 1,26   | 1         |
|                 | Movimiento de los Patriotas Demócratas                        | 33 419    | 0,83   | 1         |
|                 | Partido Liberal Magrebí                                       | 19 201    | 0,47   | 1         |
|                 | Partido Socialdemócrata de la Nación                          | 15 534    | 0,38   | 1         |
|                 | Neo-Destour                                                   | 15 448    | 0,38   | 1         |
|                 | Partido de la Lucha Progresista                               | 9978      | 0,25   | 1         |
|                 | Partido de la Equidad y la Igualdad                           | 7621      | 0,19   | 1         |
|                 | Partido Cultural y Unionista de la Nación                     | 5581      | 0,14   | 1         |
|                 | Independientes                                                | 62 293    | 1.54   | 8         |
|                 | Listas sin representación                                     | 1 290 293 | 31,83  | 0         |
| Inscritos       | Inscritos                                                     | 8 289 924 | 100,00 | 217       |
| Votantes        | Votantes                                                      | 4 308 888 | 51,97  | -         |
| Votos válidos   | Votos válidos                                                 | 4 053 148 | 94,06  | -         |
| Blancos y nulos | Blancos y nulos                                               | 255 740   | 5,94   | -         |

## Consecuencias
Tras los resultados, Ennahda anunció la candidatura de su secretario general, Hamadi Jebali, al puesto de Primer ministro, considerando ceder el puesto de presidente de la república al candidato de otro partido siendo citados como candidatos potenciales los nombres de Mustapha Ben Jaafar (Ettakatol), Moncef Marzouki (Congreso para la República) y Béji Caïd Essebsi (Primer ministro saliente).
El 28 de octubre, Ennahda anunció que el gobierno podría estar formado en diez días.

## Elección presidencial indirecta
La elección del nuevo Presidente de la República Tunecina, que debería permanecer en calidad de interino hasta que la constitución estuviese lista, se llevó a cabo el 12 de diciembre de 2011. Se presentaron diez candidatos: Moncef Marzouki, Mohamed Mejdoub, Mouaia Belhadj, Fredj Selmi, Ahmed Ben Nefissa, Wahid Dhieb, Sadok Ferchichi, Mohamed Gueddour, Mohamed Oussaïf y Abdelfattah Gargouri. Ocho candidatos no habían reunido quince firmas necesarias, y otro no cumplía con los requisito de edad, por lo que Marzouki fue el único aprobado.
Marzouki fue finalmente elegido con 153 votos a favor, tres en contra, 44 votos en blanco y dos abstenciones. Fouad Mebazaa, hasta entonces presidente interino, entregó a Marzouki el cargo el 13 de diciembre.
| Candidato       | Partido         | Partido         | Votos                       | %      |
| --------------- | --------------- | --------------- | --------------------------- | ------ |
| Moncef Marzouki |                 | CPR             | 153                         | 75,74  |
| Registrados     | Registrados     | Registrados     | 217                         | 100.00 |
| Votantes        | Votantes        | Votantes        | 202                         | 93.08  |
| Blancos y nulos | Blancos y nulos | Blancos y nulos | 46 (44 blancos y dos nulos) | 22.77  |
| Votos válidos   | Votos válidos   | Votos válidos   | 156                         | 77.22  |